# Милан Радановић
Милан Радановић (Машић, код Нове Градишке,  1976) српски је историчар који живи и ради у Хрватској.

## Биографија
Милан је рођен у породици српског порекла у Западној Славонији. Био је приморан да се са породицом као 15-годишњак пресели у Београд, где је као столар радио 15 година и завршио гимназију. 
Историју је дипломирао на Филозофском факултету у Београду. Бави се истраживањем ратних злочина у Другом светском рату у Србији и Хрватској, колаборационизмом и историјским ревизионизмом. 
Тренутно ради у архиву Срба у Хрватској у Загребу при Српском народном вијећу. Извршни је уредник часописа Трагови: часопис за српске и хрватске теме.

### Књиге
- Pintar, Olga Manojlović; Radanović, Milan; Pizari, Milovan; Lajbenšperger, Nenad; Traverso, Enco (2014). Mesta stradanja i antifašističke borbe u Beogradu 1941–44. Priručnik za čitanje grada. Beograd: Rosa Luxemburg Stiftung. ISBN 978-86-916435-0-8.
- Radanović, Milan (2014). Oslobođenje. Beograd, oktobar 1944. Beograd: Rosa Luxemburg Stiftung. ISBN 978-86-88745-10-9.
- —— (2016). Kazna i zločin. Snage kolaboracije u Srbiji: odgovornost za ratne zločine (1941–1944) i vojni gubici (1944–1945) (2. допуњено изд.). Beograd: Rosa Luxemburg Stiftung. ISBN 978-86-88745-16-1.
- —— (2019). “Slavonijo, triput si gorila…” Kotar Podravska Slatina u Drugom svetskom ratu 1941–1945. Zagreb: Srpsko narodno vijeće. ISBN 978-953-7442-39-2.
- ——, ур. (2019). Pokatoličavanje Srba u Nezavisnoj Državi Hrvatskoj. Zbornik radova (PDF) (на језику: хрватски). Zagreb: Srpsko narodno vijeće. ISBN 978-953-7442-46-0.
- Dizdarević, Faruk; Hasanagić, Muaz; Hamzić, Muharem; Zeković, Hilmo; Radanović, Milan (2019). Da pravda ne utihne. Spisak žrtava zločina nad Muslimanima na području sreza Priboj na Limu od 1941. do 1945. sa posebnim naglaskom na 1943. godinu (на језику: бошњачки). Sarajevo: Udruženje građana porijeklom iz Sandžaka. ISBN 978-9926-8027-3-8.
- —— (2024). Općina Crkveni Bok u Drugom svjetskom ratu. Studija slučaja genocida nad Srbima u NDH (на језику: хрватски). Zagreb: Srpsko narodno vijeće. ISBN 978-953-381-072-0.

### Чланци
- Radanović, Milan (2009). „Dida de Majo (1906–1964). Biografija”. Zbornik Jevrejskog istorijskog muzeja. 9: 403—524.
- —— (2014). „Kuća terora u Muzeju revolucije” (PDF). Peščanik. Приступљено 31. 12. 2023.
- —— (2015). „Glas Koncila — nastavak relativizacije i prikrivanja ustaških zločina na primeru feljtona Igora Vukića (2013)”. Topola: časopis za J. U. Spomen-područja Donja Gradina. 1 (1): 52—87. doi:10.7251/TDG0115052R.
- —— (2016). „Kolaboracija JVuO sa nemačkim okupatorom u Srbiji 1941–1944.”. YU Historija. Приступљено 31. 12. 2023.
- —— (2019). „Zločini 3. bojne 1. ustaškog obrambenog zdruga na području Stare Gradiške i Bosanske Gradiške krajem 1943. i početkom 1944.”. Tragovi: časopis za srpske i hrvatske teme (на језику: хрватски). 2 (1): 123—196.
- —— (2019). „Participacija 4. gorskog zdruga domobranstva NDH u ratnim zločinima u Slavoniji 1942.–1943. godine”. Zbornik Janković (на језику: хрватски). 4 (4): 390—434. doi:10.47325/zj.4.4.12.
- —— (2020). „“Vaša pobjeda, naša osveta.” Stradanje stanovništva općine Crkveni Bok 1943. i 1944.”. Tragovi: časopis za srpske i hrvatske teme (на језику: хрватски). 3 (2): 73—145.
- —— (2021). „Četnička anabaza. Marš JVuO od Vlašića do Zelengore, 30. travnja – 11. svibnja 1945.”. Zbornik Janković (на језику: хрватски). 5 (5—6): 200—237. doi:10.47325/zj.5.10.
- —— (2022). „Stradanje srpskog stanovništva općine Letovanić u Glini početkom kolovoza 1941.”.  Ур.: Roksandić, Drago. Glina 1941. Tragedije i traume u pamćenju i zaboravu (на језику: хрватски). Zagreb: Odsjek za povijest Filozofskog fakulteta, Hrvatski državni arhiv, Srpsko narodno vijeće. стр. 439—444. ISBN 978-953-744-260-6.
- —— (2023). „Interniranje srpskog stanovništva s područja kotara Petrinja u logore Jasenovac i Stara Gradiška svibnja 1942.”. Tragovi: časopis za srpske i hrvatske teme (на језику: хрватски). 6 (1): 120—178. doi:10.52328/t.6.1.4.